# Plaza Nueva (Lucena)
La plaza Nueva es una vía pública del centro de la ciudad de Lucena, Andalucía, España. Su ubicación en el casco histórico la convierte en una de las zonas más transitadas del municipio, estando presidida por el Ayuntamiento en el extremo occidental y la iglesia de San Mateo en el oriental, mientras que el castillo del Moral se encuentra cercano. La plaza alberga una superficie de 4.050 metros cuadrados, con una longitud de 90 metros y una anchura de 44,50 metros.

## Historia

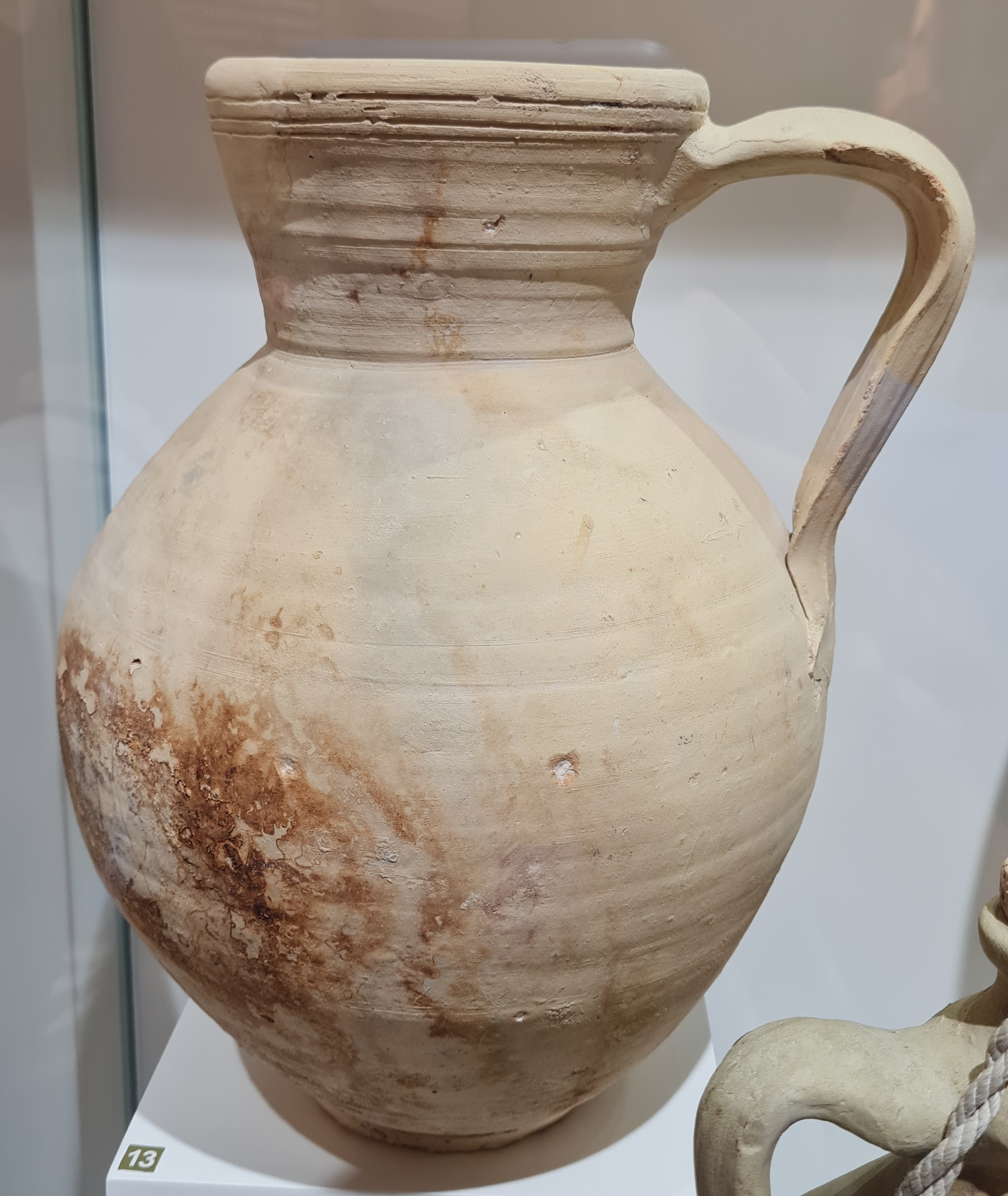
Cántaro del siglo XVI hallado en la plaza Nueva. Expuesto en el Alfar romano de Lucena.

El antiguo centro neurálgico de la ciudad estaba ubicado en la plaza del Coso, que vio perdida su relevancia social tras la construcción de la plaza Nueva, denominada así para diferenciarla de la «antigua». Este espacio diáfano comenzó a ser erigido por Diego Fernández de Córdoba (1469-1518), I marqués de Comares, quien también mandó realizar una gran reconstrucción en la iglesia de San Mateo, que apenas había sufrido modificaciones desde la conquista cristiana por Fernando III de Castilla. No obstante, el espacio continuó definiéndose durante todo del siglo XVI, con la ampliación de las calles aledañas y la inclusión de la muralla medieval en las casas que se iban edificando; de hecho, hasta que la última casa de la manzana fue derribada en el año 1623, dándose por concluidas las obras.
Asimismo, en 1620, tras el nombramiento de Lucena como ciudad por el monarca Felipe III, el señor de Lucena autoriza el traslado de las Casas consistoriales desde la calle de La Villa hasta la plaza Nueva, enfrentadas a la parroquia de San Mateo y junto al lienzo de muralla occidental, terminando su construcción en el año 1642 y cuyos diseños originales fueron realizados por el arquitecto Andrés de Vandelvira. El reloj de la torre fue instalado en 1928 y el edificio fue reconstruido en la década de 1970, intentando rememorar la antigua imagen del ayuntamiento.
Desde finales del siglo XIX se constata la presencia de naranjos en este espacio público. En 1997 se realizó una reforma de la plaza Nueva, en la que se eliminó el antiguo pavimento de losa hidráulica y se reemplazó con granito, así como se sustituyó todo el mobiliario urbano.
La intención del Ayuntamiento de Lucena en 2004 de construir un aparcamiento subterráneo de tres plantas en la plaza conllevó la obligación por parte de la Junta de Andalucía de realizar unas catas arqueológicas, debido a que se encontraba en el entorno de Bien de Interés Cultural de la iglesia de San Mateo. Los trabajos se realizaron en el año 2005 y se dividieron en dos fases con trece cortes arqueológicos de 8 x 5 metros cada uno. Aunque los resultados fueron escasos, sí pudo evidenciarse arquitectura perteneciente al Califato de Córdoba (siglo X), con la presencia de numerosos pozos y pozos ciegos, así como cimentaciones de viviendas de época bajomedieval y moderna, especialmente pavimentos y alguna pileta. Finalmente, tras varios años de obras que mantuvieron la plaza cerrada parcialmente al público, el aparcamiento fue inaugurado el 1 de junio de 2009.